# Max Domi
Maxwell Johannes „Max“ Domi (* 2. März 1995 in Winnipeg, Manitoba) ist ein kanadischer Eishockeyspieler, der seit Juli 2023 bei den Toronto Maple Leafs aus der National Hockey League (NHL) unter Vertrag steht. Zuvor war der linke Flügelstürmer in der NHL bereits für die Arizona Coyotes, Canadiens de Montréal, Columbus Blue Jackets, Carolina Hurricanes, Chicago Blackhawks und Dallas Stars aktiv. Bei der Weltmeisterschaft 2016 gewann er mit der kanadischen Nationalmannschaft die Goldmedaille. Er ist der Sohn von Tie Domi, der über 1.000 Spiele in der NHL absolvierte und als einer der bekanntesten Enforcer gilt.

## Karriere

### Familie und Jugend
Domis Familie hat albanische Wurzeln, da sein Großvater väterlicherseits nach dem Zweiten Weltkrieg nach Kanada emigrierte. Max Domi kam in Winnipeg zur Welt, als sein Vater dort für die Jets aktiv war, wuchs jedoch in Toronto auf, wo sein Vater mehr als zehn Jahre lang für die Maple Leafs spielte. Bereits seit frühester Kindheit kam Domi daher mit dem Eishockey in Kontakt und kannte diverse Größen des Sports persönlich, beispielsweise Mario Lemieux, Mats Sundin und Sidney Crosby. In seiner Jugend spielte er unter anderem für Don Mills Flyers und die St. Michael’s Buzzers, während er parallel dazu das prestigeträchtige Upper Canada College von der dritten bis zur zehnten Klasse besuchte.

### London Knights
In der Priority Selection der Ontario Hockey League (OHL) wählten ihn die Kingston Frontenacs im Jahr 2011 an achter Position aus, jedoch wurde er kurze Zeit später für drei Zweitrunden-Wahlrechte an die London Knights abgegeben. Dieser Tausch wurde von seinem Vater initiiert, der den General Manager der Frontenacs, Doug Gilmour, aus seiner Zeit bei den Maple Leafs kannte. Somit spielte Domi mit Beginn der Saison 2011/12 für die London Knights in der OHL, bei denen er in seiner Rookie-Saison auf 49 Scorerpunkte in 62 Spielen kam und am Ende der Spielzeit ins Second All-Rookie Team gewählt wurde. Zudem gewann er mit der Mannschaft die OHL-Playoffs und damit den J. Ross Robertson Cup. Darüber hinaus nahm er im Jahr 2012 mit dem Team Canada Ontario an der World U-17 Hockey Challenge, wo man die Bronzemedaille gewann, sowie am Ivan Hlinka Memorial Tournament teil, bei dem die kanadische Auswahl die Goldmedaille errang.
In der folgenden Spielzeit 2012/13 steigerte Domi seine persönliche Statistik deutlich (87 Punkte in 64 Spielen) und rückte somit verstärkt in den Fokus der Scouts, nachdem er bereits während der Saison am CHL Top Prospects Game teilgenommen hatte. Nach einer weiteren gewonnenen Meisterschaft am Jahresende wählten ihn die Phoenix Coyotes im NHL Entry Draft 2013 an 12. Gesamtposition aus und statteten ihn wenige Wochen später mit einem Einstiegsvertrag aus. Jedoch verblieb der Angreifer zwei weitere Saisons in London, in denen er ins Third und First All-Star Team der OHL gewählt wurde. Zum Ende der Saison 2014/15, in der er die Knights als Mannschaftskapitän anführte, wurde er zudem mit der Mickey Renaud Captain’s Trophy für herausragende Führungsqualitäten geehrt. Ferner nahm er mit der kanadischen U20-Nationalmannschaft über den Jahreswechsel an der U20-Weltmeisterschaft teil, bei der das Team im eigenen Land Junioren-Weltmeister wurde. Domi selbst wurde bei dem Turnier mit fünf Treffern nicht nur torgefährlichster Angreifer, sondern auch zum besten Stürmer und ins All-Star Team der WM gewählt.

### NHL
Im Rahmen der Vorbereitung auf die Saison 2015/16 gelang Domi der Sprung ins NHL-Aufgebot der Coyotes, die seit 2014 unter dem Namen Arizona Coyotes firmieren. Sein Debüt gab er am 9. Oktober 2015 gegen die Los Angeles Kings, bei dem er direkt ein Tor und eine Vorlage verzeichnete. Im Januar 2016 erzielte der Angreifer beim 4:3-Sieg seiner Mannschaft gegen die Edmonton Oilers den ersten Hattrick seiner NHL-Karriere. Er beendete seine erste NHL-Saison mit 52 Punkten in 81 Spielen auf dem dritten Platz der Rookie-Scorerliste. Im Anschluss debütierte er für das Team Canada im Senioren-Bereich und gewann mit dem Team bei der Weltmeisterschaft 2016 die Goldmedaille. Es folgten zwei weitere Spielzeiten bei den Coyotes, in denen der Angreifer statistisch nicht an seine Rookie-Saison anknüpfen konnte.
Am 15. Juni 2018 wurde Domi schließlich im Tausch für Alex Galchenyuk an die Canadiens de Montréal abgegeben. Bei den Canadiens erzielte er in der Spielzeit 2018/19 mit 72 Scorerpunkten seine bisher mit Abstand beste NHL-Statistik und führte sein neues Team in dieser Kategorie an. Nach der Saison 2019/20 jedoch gaben ihn die Canadiens samt einem Drittrunden-Wahlrecht für den NHL Entry Draft 2020 an die Columbus Blue Jackets ab und erhielten im Gegenzug Josh Anderson. Beide Spieler hatten zu diesem Zeitpunkt den Status eines Restricted Free Agent, bevor Domi wenige Tage später einen neuen Zweijahresvertrag mit einem Gesamtvolumen von 10,6 Millionen US-Dollar in Columbus unterzeichnete.
Nach nur knapp eineinhalb Jahren in der Organisation der Blue Jackets wurde Domi kurz vor der Trade Deadline im März 2022 samt Tyler Inamoto zu den Carolina Hurricanes transferiert. Columbus übernahm dabei weiterhin die Hälfte seines Gehalt und erhielt im Gegenzug die NHL-Rechte an Nachwuchsspieler Aidan Hreschuk. Um zusätzliches Gehalt gegenüber dem Salary Cap einzusparen, wurde er jedoch zuvor kurzzeitig zu den Florida Panthers transferiert, die erneut die Hälfte (effektiv also 25 %) seines Salärs übernahmen und dafür die Rechte an Jegor Korschkow sowie ein Sechstrunden-Wahlrecht im NHL Entry Draft 2022 von Carolina erhielten. In Carolina beendete er die Spielzeit 2021/22 und wechselte anschließend im Juli 2022 als Free Agent zu den Chicago Blackhawks. Dort wurde der Stürmer auch nur für rund acht Monate heimisch, da er Anfang März 2023 gemeinsam mit Dylan Wells zu den Dallas Stars transferiert wurde. Im Gegenzug erhielt Chicago den russischen Torwart Anton Chudobin und ein Zweitrunden-Wahlrecht im NHL Entry Draft 2025. In Dallas beendete er die Saison 2022/23 und schloss sich anschließend im Juli 2023 als Free Agent den Toronto Maple Leafs an.

## Erfolge und Auszeichnungen
| - 2012 J.-Ross-Robertson-Cup-Gewinn mit den London Knights - 2012 OHL Second All-Rookie Team - 2013 Teilnahme am CHL Top Prospects Game - 2013 J.-Ross-Robertson-Cup-Gewinn mit den London Knights | - 2014 OHL Third All-Star Team - 2015 OHL First All-Star Team - 2015 Mickey Renaud Captain’s Trophy |

### International
| - 2012 Bronzemedaille bei der World U-17 Hockey Challenge - 2012 Goldmedaille beim Ivan Hlinka Memorial Tournament - 2015 Goldmedaille bei der U20-Weltmeisterschaft | - 2015 All-Star Team der U20-Weltmeisterschaft - 2015 Bester Angreifer der U20-Weltmeisterschaft - 2016 Goldmedaille bei der Weltmeisterschaft |

## Karrierestatistik
Stand: Ende der Saison 2024/25

### International
Vertrat Kanada bei:
- World U-17 Hockey Challenge 2012
- Ivan Hlinka Memorial Tournament 2012
- U20-Weltmeisterschaft 2015
- Weltmeisterschaft 2016

(Legende zur Spielerstatistik: Sp oder GP = absolvierte Spiele; T oder G = erzielte Tore; V oder A = erzielte Assists; Pkt oder Pts = erzielte Scorerpunkte; SM oder PIM = erhaltene Strafminuten; +/− = Plus/Minus-Bilanz; PP = erzielte Überzahltore; SH = erzielte Unterzahltore; GW = erzielte Siegtore; 1 Play-downs/Relegation; Kursiv: Statistik nicht vollständig)

## Diabetes-Erkrankung
Domi leidet an der angeborenen Autoimmunerkrankung Diabetes mellitus Typ 1, die bei ihm im Alter von 13 Jahren diagnostiziert wurde. Während Spielen trägt er eine an der Hüfte befestigte Insulinpumpe, mit deren Hilfe er seinen Blutzuckerspiegel reguliert. Nach der Diagnose änderte er seine Rückennummer in Anlehnung an Bobby Clarke von 13 in 16, der ebenfalls diese Trikotnummer trug und an Diabetes litt. Außerdem war Domi Teil einer Kampagne der Bayer AG für junge, an Diabetes Typ 1 erkrankte Nachwuchssportler.